# Danh sách loài Utricularia
Có khoảng 233-240 loài nhĩ cán trong chi Utricularia thuộc họ Lentibulariaceae (số lượng chính xác khác nhau dựa theo quan điểm phân loại; một ấn phẩm năm 2001 liệt kê 215 loài). Nó là chi thực vật ăn thịt đa dạng loài nhất và sinh sống rộng khắp thế giới trong môi trường nước ngọt và đất ẩm dưới dạng các loài sống trên cạn hoặc dưới nước, ngoại trừ châu Nam Cực và một số đảo trên đại dương. Chi này từng được cho là chứa 250 loài cho tới khi Peter Taylor giảm số lượng xuống còn 214 loài trong nghiên cứu đầy đủ của ông The genus Utricularia – a taxonomic monograph, được Văn phòng Thông tin lĩnh vực công (OPSI) xuất bản năm 1989. Phân loại của Taylor hiện nay được chấp nhận, mặc dù phân chia thành 2 phân chi của ông hiện được coi là lỗi thời. Các nghiên cứu phát sinh chủng loài phân tử về cơ bản xác nhận các tổ do Taylor đề xuất với một vài sửa đổi (Jobson et al., 2003), nhưng phục hồi việc chia chi này thành 3 phân chi. Danh sách trong bài lấy theo phân loại theo các phân chi theo nghĩa của Müller & Borsch (2005), được cập nhật với thông tin mới trong Müller et al. (2006).

## Phân chiBivalvaria

### TổAranella

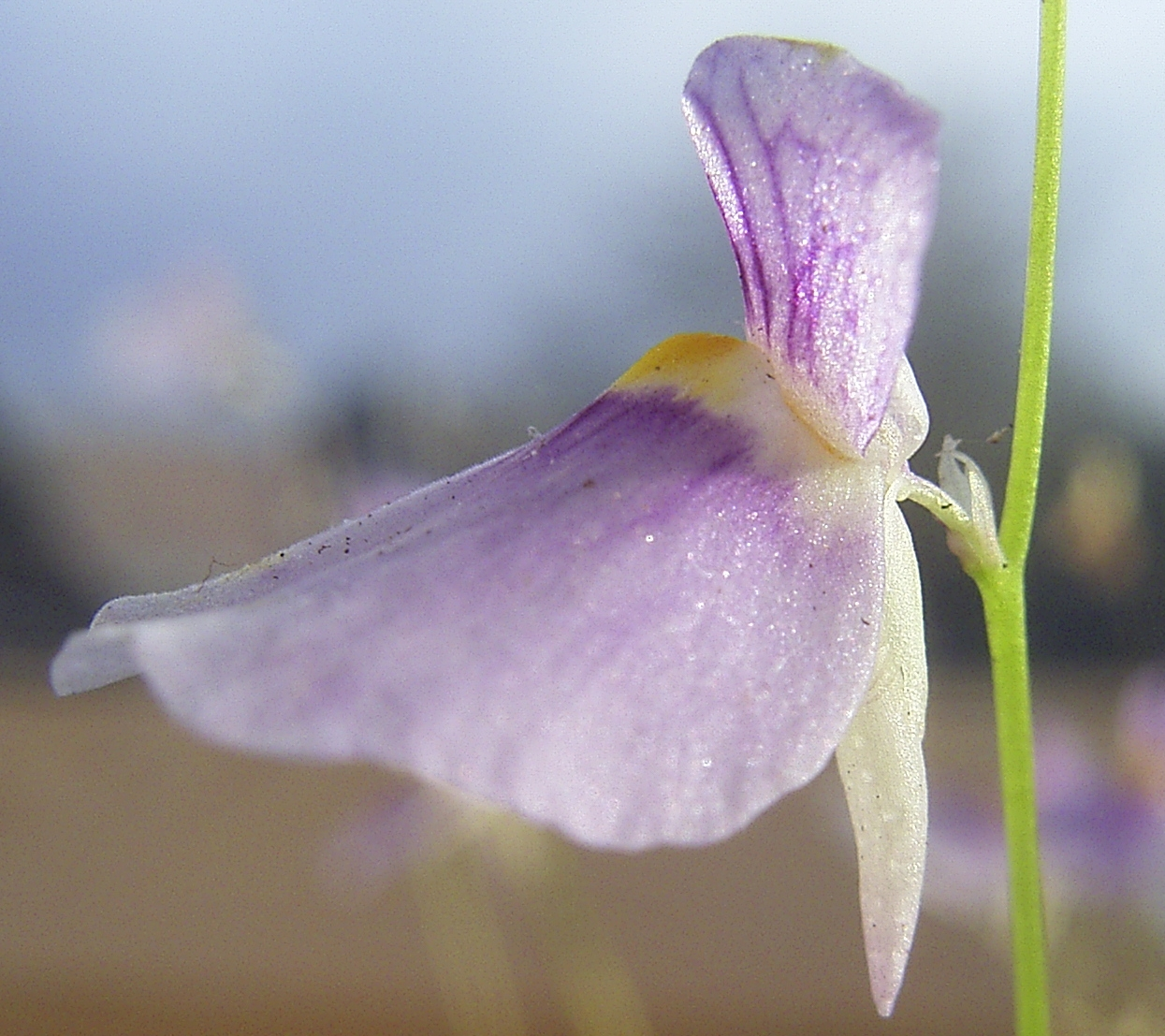
Utricularia blanchetii

- Utricularia blanchetii
- Utricularia costata
- Utricularia fimbriata
- Utricularia laciniata
- Utricularia longeciliata
- Utricularia parthenopipes
- Utricularia purpureocaerulea
- Utricularia rostrata
- Utricularia sandwithii
- Utricularia simulans

### TổAustrales

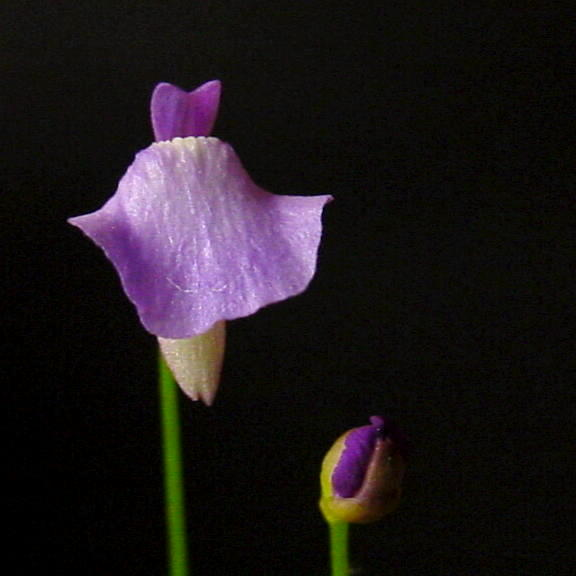
Utricularia lateriflora

- Utricularia delicatula
- Utricularia lateriflora
- Utricularia simplex

### TổAvesicarioides
- Utricularia rigida
- Utricularia tetraloba

### TổBenjaminia
- Utricularia nana

### TổCalpidisca

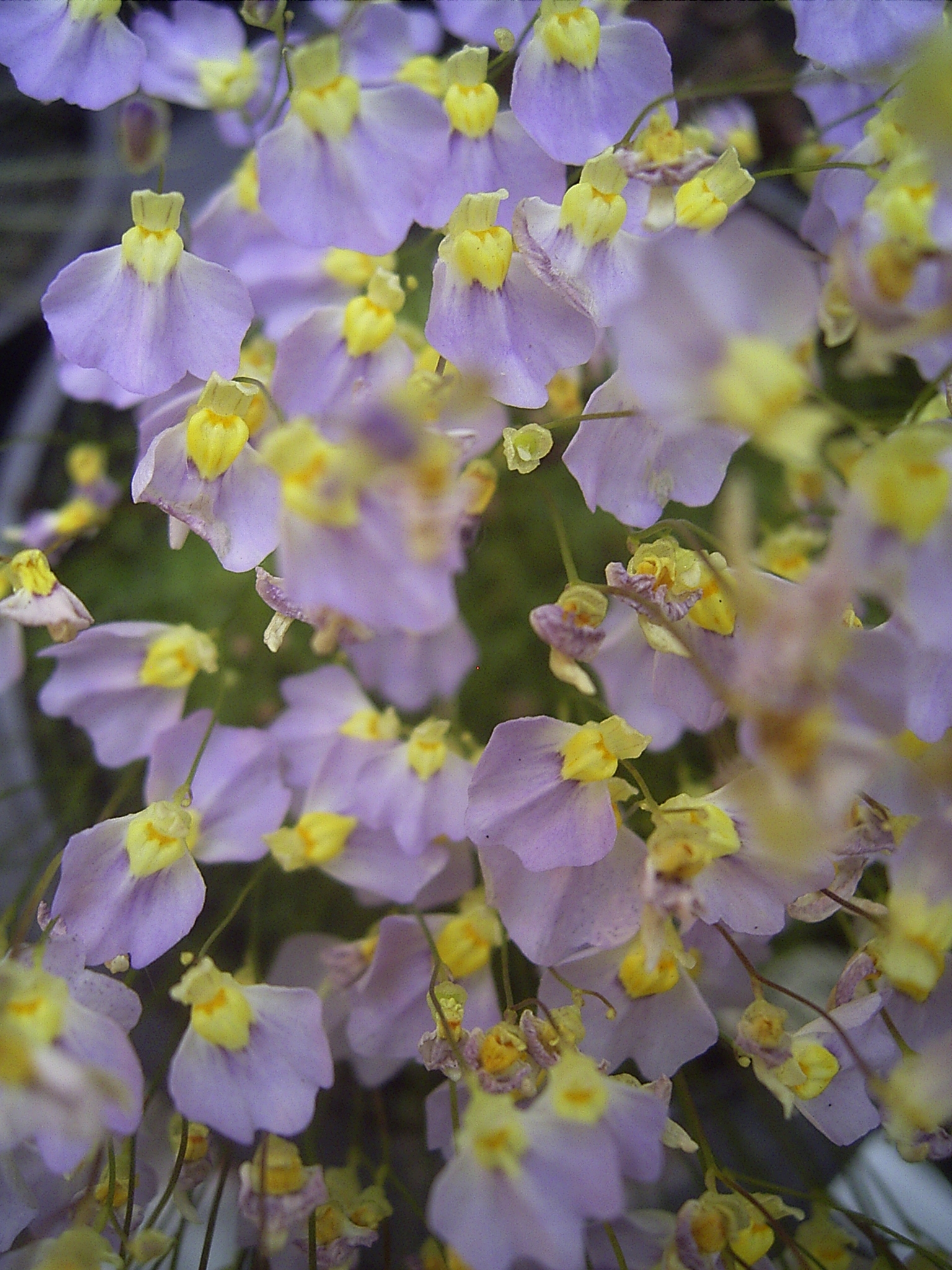
Utricularia bisquamata

- Utricularia arenaria
- Utricularia bisquamata
- Utricularia firmula
- Utricularia livida
- Utricularia microcalyx
- Utricularia odontosepala
- Utricularia pentadactyla
- Utricularia sandersonii
- Utricularia troupinii
- Utricularia welwitschii

### TổEnskide
- Utricularia chrysantha
- Utricularia fulva

### TổLloydia
- Utricularia pubescens

### TổMinutae
- Utricularia simmonsii.[6] Lowrie et al. (2008) lưu ý vị trí của tổ Minutae, về mặt hình thái là gần với phân chi Bivalvaria. Điều này được xác nhận trong nghiên cứu phân tử của Reut & Jobson (2010).[7]

### TổNigrescentes
- Utricularia bracteata

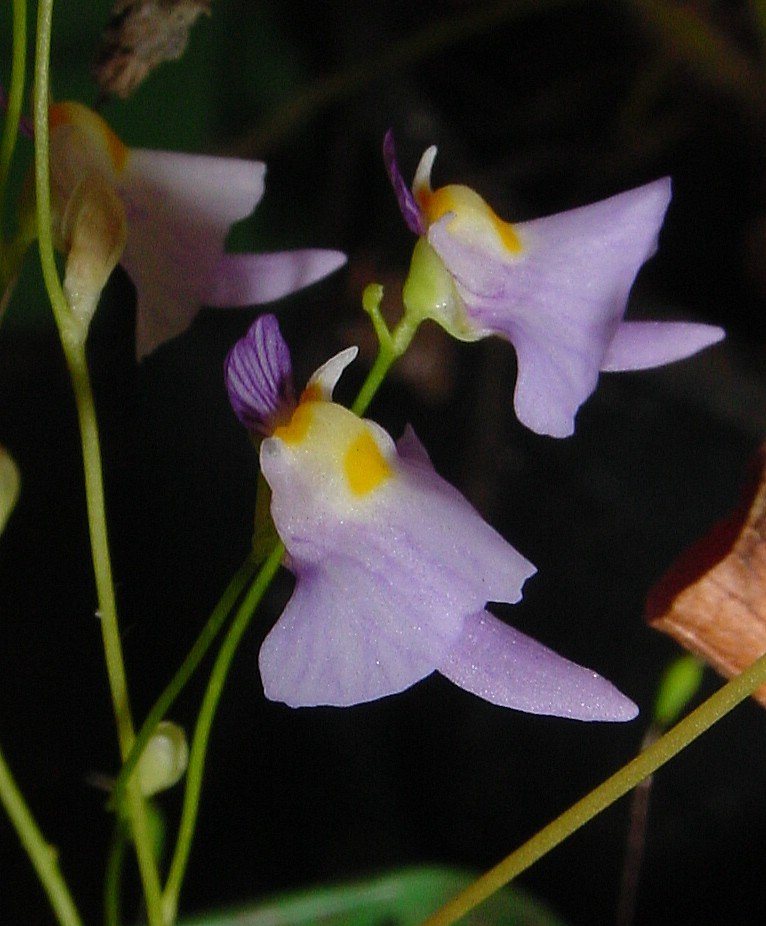
Utricularia warburgii

- Utricularia caerulea - Nhĩ cán lam.
- Utricularia warburgii

### TổOligocista
- Utricularia adpressa
- Utricularia albocaerulea
- Utricularia andongensis
- Utricularia arcuata
- Utricularia babui
- Utricularia bifida - Nhĩ cán chẻ hai.
- Utricularia bosminifera
- Utricularia cecilii
- Utricularia chiribiquitensis
- Utricularia circumvoluta
- Utricularia delphinioides - Nhĩ cán to.
- Utricularia densiflora
- Utricularia erectiflora
- Utricularia foveolata
- Utricularia graminifolia
- Utricularia heterosepala
- Utricularia involvens
- Utricularia jackii
- Utricularia laxa
- Utricularia lazulina
- Utricularia letestui
- Utricularia lloydii
- Utricularia macrocheilos
- Utricularia malabarica
- Utricularia meyeri
- Utricularia micropetala
- Utricularia odorata - Nhĩ cán thơm.
- Utricularia pierrei - Nhĩ cán Pierre.
- Utricularia pobeguinii
- Utricularia polygaloides
- Utricularia praeterita
- Utricularia prehensilis
- Utricularia recta
- Utricularia reticulata - Nhĩ cán mạng.
- Utricularia scandens - Nhĩ cán leo.
- Utricularia smithiana
- Utricularia spiralis
- Utricularia subramanyamii
- Utricularia tortilis
- Utricularia uliginosa - Nhĩ cán lầy.
- Utricularia vitellina
- Utricularia wightiana

### TổPhyllaria
- Utricularia brachiata
- Utricularia christopheri
- Utricularia corynephora
- Utricularia forrestii
- Utricularia furcellata - Nhĩ cán chẻ.
- Utricularia garrettii
- Utricularia inthanonensis
- Utricularia kumaonensis
- Utricularia moniliformis
- Utricularia multicaulis
- Utricularia phusoidaoensis
- Utricularia pulchra
- Utricularia salwinensis - Nhĩ cán Salween.
- Utricularia spinomarginata
- Utricularia steenisii
- Utricularia striatula - Nhĩ cán sọc.

### TổStomoisia
- Utricularia cornuta
- Utricularia juncea

## Phân chiPolypompholyx

### TổPleiochasia

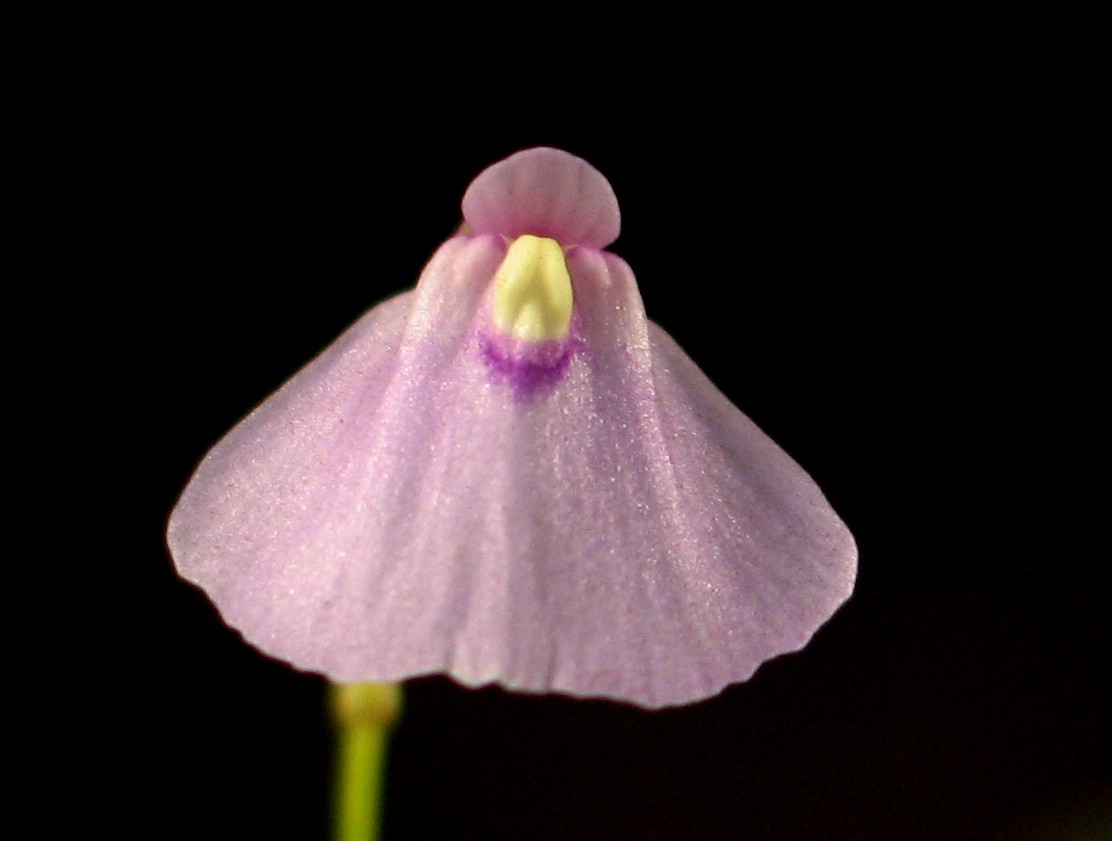
Utricularia dichotoma

- Utricularia albiflora
- Utricularia ameliae
- Utricularia antennifera
- Utricularia arnhemica
- Utricularia barkeri
- Utricularia beaugleholei
- Utricularia benthamii
- Utricularia blackmanii[8]
- Utricularia capilliflora
- Utricularia cheiranthos
- Utricularia dichotoma
- Utricularia dunlopii
- Utricularia dunstaniae
- Utricularia fenshamii
- Utricularia fistulosa
- Utricularia georgei
- Utricularia grampiana
- Utricularia hamiltonii
- Utricularia helix
- Utricularia holtzei
- Utricularia inaequalis
- Utricularia kamienskii
- Utricularia kenneallyi
- Utricularia kimberleyensis
- Utricularia lasiocaulis
- Utricularia leptorhyncha
- Utricularia lowriei
- Utricularia menziesii
- Utricularia paulineae
- Utricularia petertaylorii
- Utricularia quinquedentata
- Utricularia rhododactylos
- Utricularia singeriana
- Utricularia terrae-reginae
- Utricularia tridactyla
- Utricularia triflora
- Utricularia tubulata
- Utricularia uniflora
- Utricularia violacea
- Utricularia volubilis

### TổPolypompholyx
- Utricularia multifida
- Utricularia tenella

### TổTridentaria
- Utricularia westonii

## Phân chiUtricularia

### TổAvesicaria
- Utricularia neottioides
- Utricularia oliveriana

### TổCandollea
- Utricularia podadena

### TổChelidon
- Utricularia mannii

### TổChoristothecae
- Utricularia choristotheca
- Utricularia determannii

### TổFoliosa

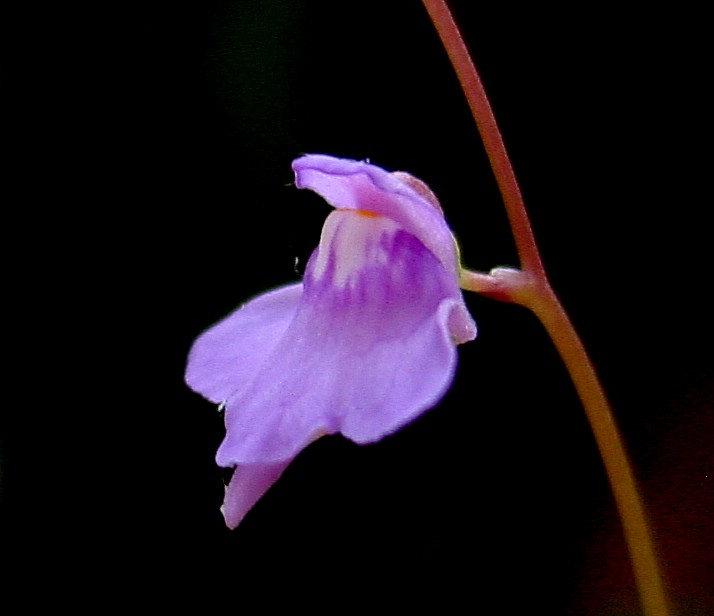
Utricularia amethystina

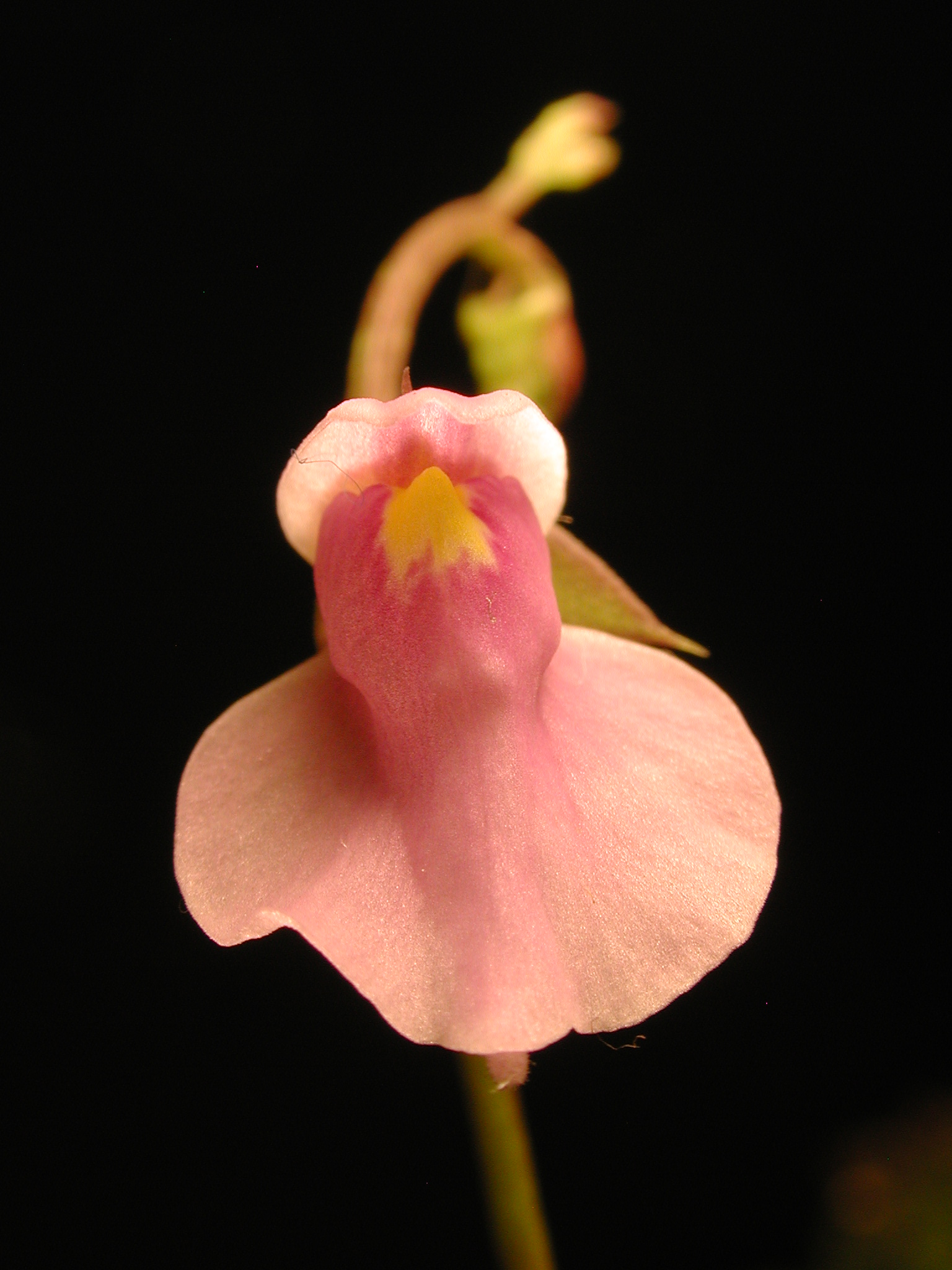
Utricularia calycifida

- Utricularia amethystina
- Utricularia biceps[9]
- Utricularia calycifida
- Utricularia hintonii
- Utricularia hispida
- Utricularia huntii
- Utricularia longifolia
- Utricularia panamensis
- Utricularia petersoniae
- Utricularia praelonga
- Utricularia regia
- Utricularia schultesii
- Utricularia tricolor
- Utricularia tridentata

### TổKamienskia
- Utricularia mangshanensis
- Utricularia peranomala

### TổLecticula
- Utricularia resupinata
- Utricularia spruceana

### TổMartinia
- Utricularia tenuissima

### TổMeionula
- Utricularia geoffrayi - Nhĩ cán Geoffray.
- Utricularia hirta - Nhĩ cán lông.
- Utricularia minutissima - Nhĩ cán rất nhỏ, nhĩ cán Evrard.

### TổMirabiles
- Utricularia heterochroma
- Utricularia mirabilis

### TổNelipus
- Utricularia biloba
- Utricularia leptoplectra
- Utricularia limosa - Nhĩ cán bùn.

### TổOliveria
- Utricularia appendiculata

### TổOrchidioides

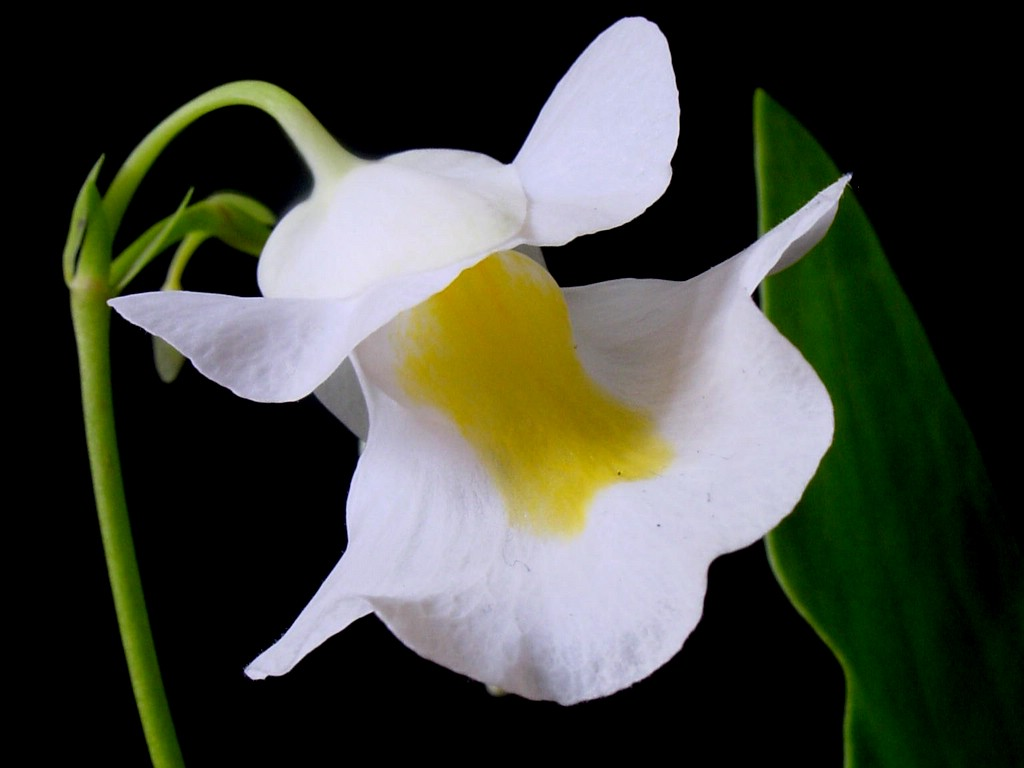
Utricularia alpina

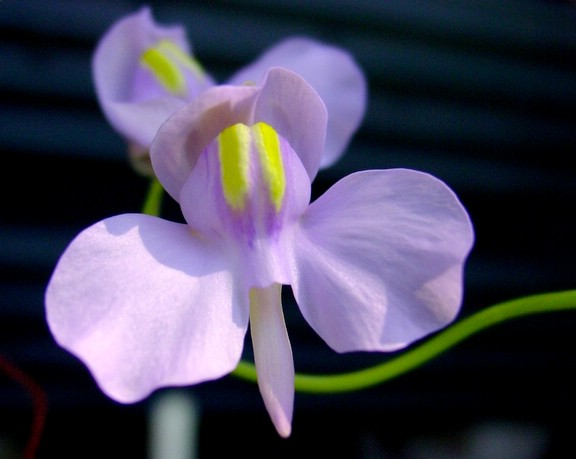
Utricularia nelumbifolia

- Utricularia alpina
- Utricularia asplundii
- Utricularia buntingiana
- Utricularia campbelliana
- Utricularia cornigera
- Utricularia endresii
- Utricularia geminiloba
- Utricularia humboldtii
- Utricularia jamesoniana
- Utricularia nelumbifolia
- Utricularia nephrophylla
- Utricularia praetermissa
- Utricularia quelchii
- Utricularia reniformis
- Utricularia unifolia
- Utricularia uxoris

### TổSetiscapella

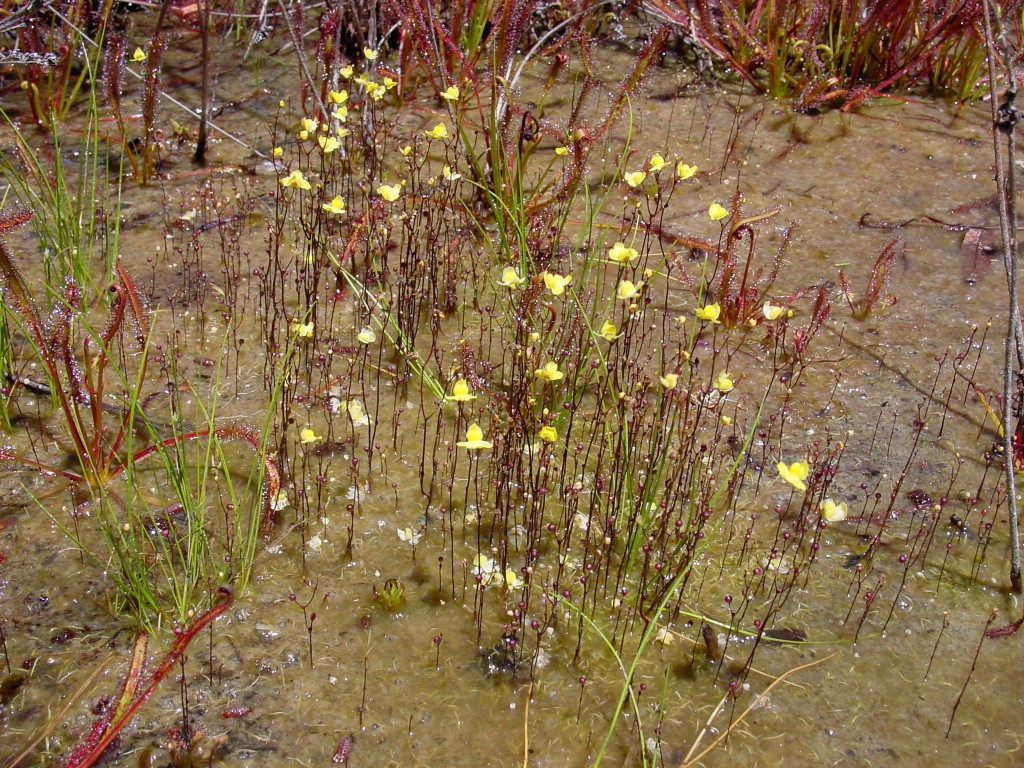
Utricularia subulata

- Utricularia flaccida
- Utricularia nervosa
- Utricularia nigrescens
- Utricularia physoceras
- Utricularia pusilla
- Utricularia stanfieldii
- Utricularia subulata
- Utricularia trichophylla
- Utricularia triloba

### TổSprucea
- Utricularia viscosa

### TổSteyermarkia
- Utricularia aureomaculata
- Utricularia cochleata
- Utricularia steyermarkii

### TổStylotheca
- Utricularia guyanensis

### TổUtricularia
- Utricularia aurea - Nhĩ cán vàng.

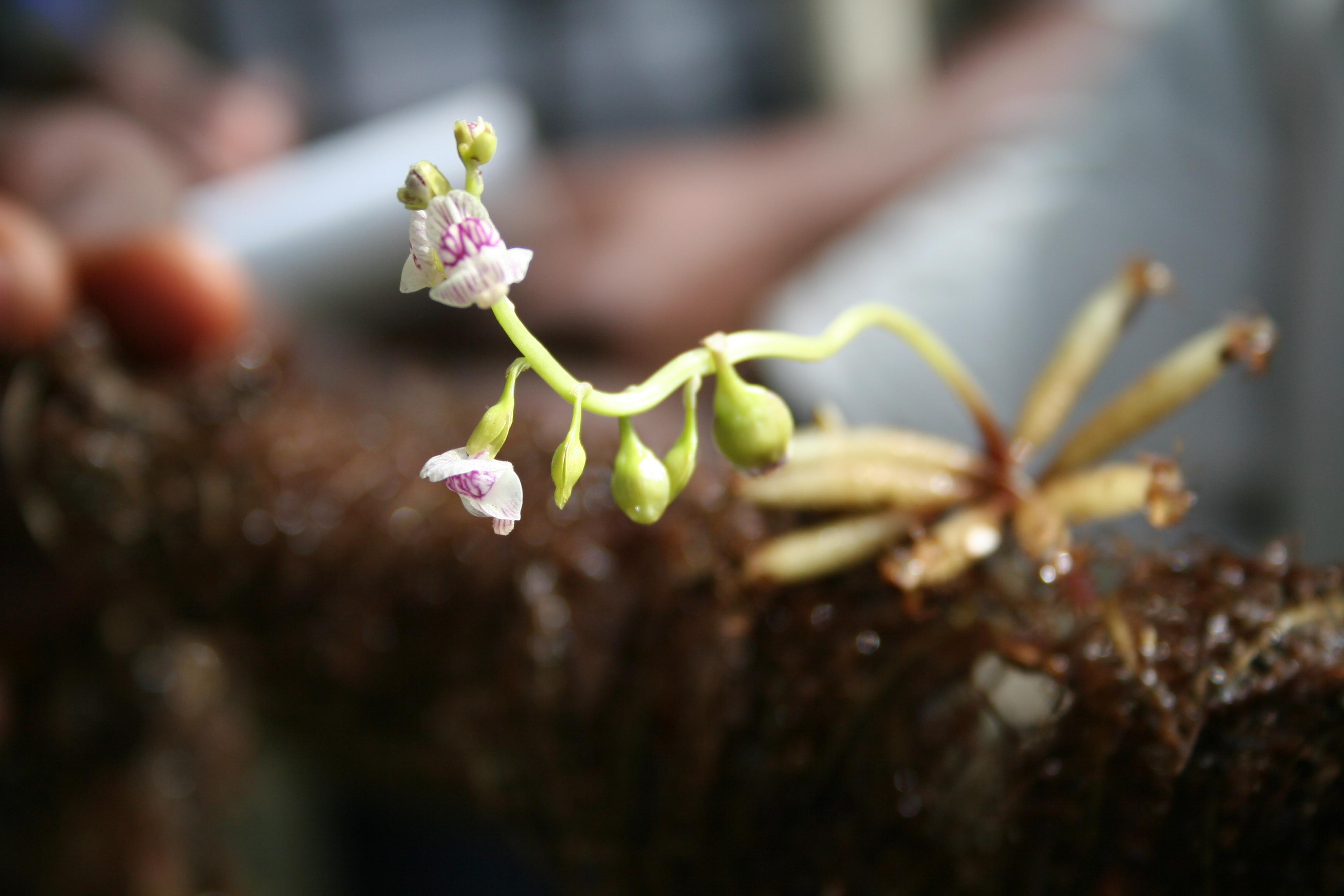
Utricularia inflexa

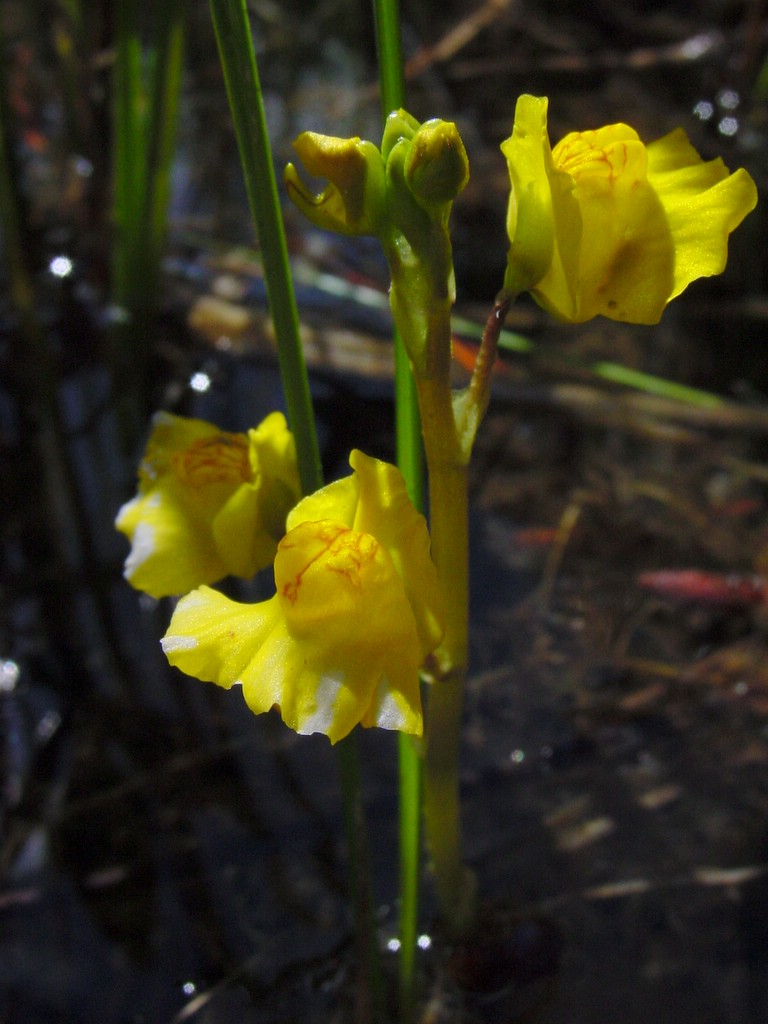
Utricularia macrorhiza

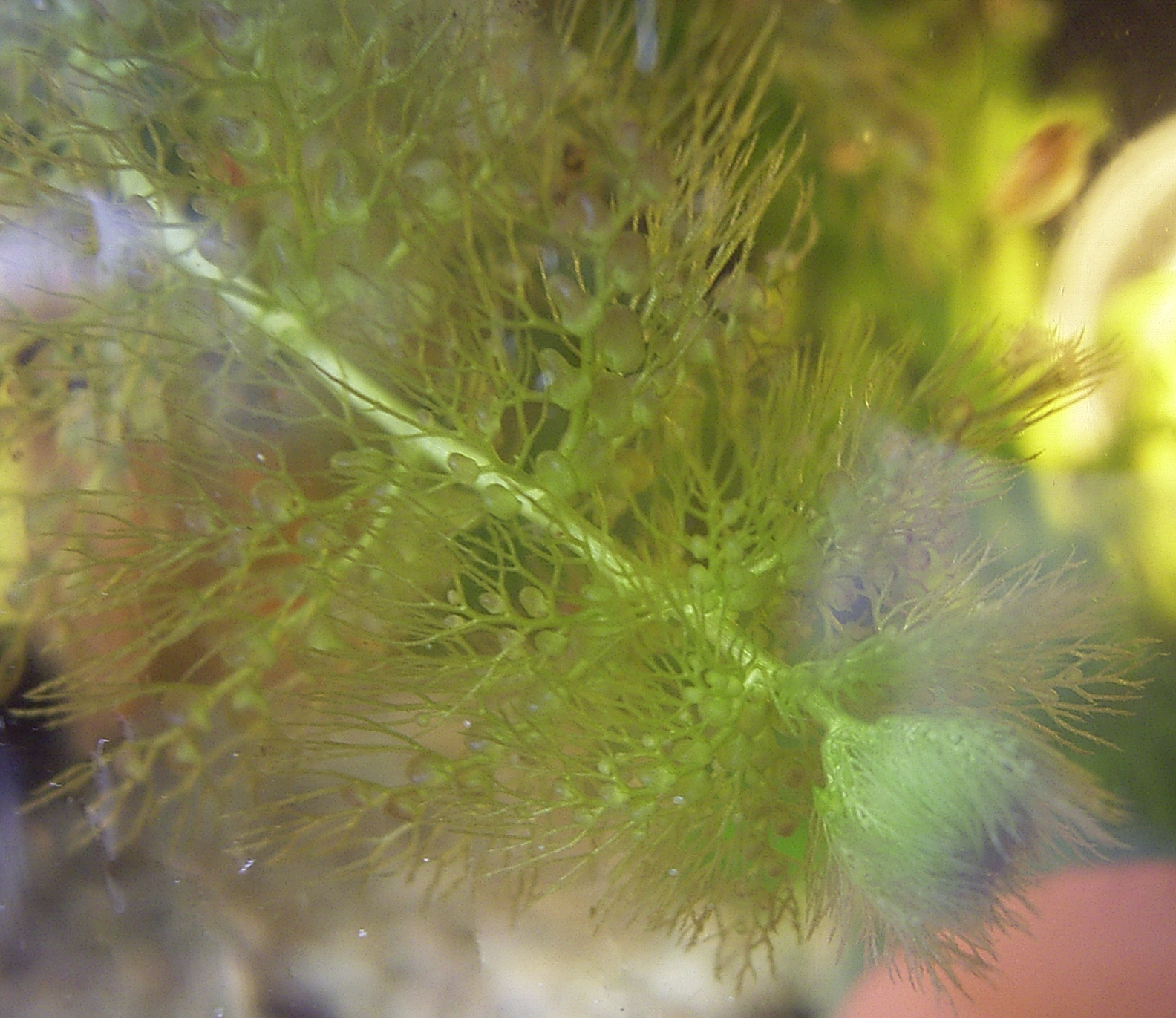
Utricularia vulgaris

- Utricularia australis - Nhĩ cán vàng phương nam.
- Utricularia benjaminiana
- Utricularia biovularioides
- Utricularia bremii
- Utricularia breviscapa
- Utricularia chiakiana
- Utricularia corneliana
- Utricularia cymbantha
- Utricularia dimorphantha
- Utricularia floridana
- Utricularia foliosa
- Utricularia geminiscapa
- Utricularia gibba - Nhĩ cán túi.
- Utricularia hydrocarpa
- Utricularia incisa
- Utricularia inflata
- Utricularia inflexa
- Utricularia intermedia
- Utricularia macrorhiza
- Utricularia minor
- Utricularia muelleri
- Utricularia naviculata
- Utricularia ochroleuca
- Utricularia olivacea
- Utricularia perversa
- Utricularia platensis
- Utricularia poconensis
- Utricularia punctata - Nhĩ cán tím.
- Utricularia radiata
- Utricularia raynalii
- Utricularia reflexa
- Utricularia stellaris - Nhĩ cán phao.
- Utricularia striata
- Utricularia stygia
- Utricularia vulgaris
- Utricularia warmingii

### TổVesiculina
- Utricularia cucullata
- Utricularia myriocista
- Utricularia purpurea